# الجزائرية الإخبارية (قناة)
القناة الجزائرية الإخبارية (بالإنجليزية: A3) تُعتبر هذه القناة ثالث قناة عمومية انبثقت عن المؤسسة الوطنية للتلفزيون، وتهدف إلى مخاطبة العالم العربي مع التركيز في محتواها على الجزائر. تسعى القناة إلى تعزيز رابطة دائمة بين مختلف الجاليات الجزائرية في العالم العربي وموطنهم الأصلي.

## تاريخ القناة
بدأ البث للقناة الجزائرية الثالثة في نوفمبر 1998، وتجسد فعليًا في ديسمبر 1999، حيث تم افتتاح القناة رسميًا في 5 يوليو 2001.

## بث القناة

### البث الفضائي
تُبث القناة على أقمار عرب سات ونايل سات وهوتبيرد وNSS-7. مدير القناة الحالي هو عبد الرحمن خلاص، وليس زكريا شعبان الذي تم تنحيته منذ أكثر من سنتين.

### البث بالوضوع العالي
انطلق البث بتقنية الوضوح العالي HD للقناة الجزائرية الثالثة كمرحلة تجريبية في ديسمبر 2015، على مدار نايلسات (أتلانتيك بيرد 8° غربًا) على التردد 11680.

## برامج القناة

### صحفيو ومذيعو القناة
من أبرز الصحفيين في القناة الجزائرية الثالثة الذين كرسوا جهودًا كبيرة منذ تأسيس القناة وما زالوا يعملون بها، نذكر فوزية بوسباك مقدمة برنامج "نقاش مفتوح"، وخالد بن سالم مقدم برنامج "حوار شمال جنوب"، وفايزة باشي مقدمة المجلة الاقتصادية. إلى جانب ذلك، تبرز الصحفية اللامعة جازية بايو، التي كانت أول مقدمة نشرة إخبارية مفصلة بالقناة، وصاحبة السلسلة الوثائقية "يوم في ذاكرة الجزائر"، وكذلك برنامج "جذور"، الذي يُعد أول سلسلة وثائقية تعالج جذور الجزائر في مرحلة ما قبل التاريخ.